# Црква Зачећа Светог Јована Крститеља у Вишеградској Бањи
Храм Зачећа Светог Јована Крститеља налази се на локалитету Трноваче код Вишеградске бање, 5 километара сјеверно од Вишеграда. Саграђен је 1936. године. Градили су га мјештани околних села на челу са шумарским техничарем Меденицом. Како је првобитни храм био пред пропадањем свештеник Богдан Станишић и парохијани су 1991. године отпочели градњу новог храма у облику једнобродне базилике.
Храм је 2000-те године осветио Митрополит дабробосански Николај уз саслужење епископа милешевског Филарета уз присуство 25 свештеника и свештено-монаха и око 5000 вјерника..

### Занимљивости
Храм се налази у боровој шуми, у планинској заравни прекривеној травом на којој је уређено излетиште. Тако се око храма често окупља домаће становништво, али и туристи.